# Kate Elliott (Schauspielerin)
Kate Elliott (* 30. Dezember 1981 in Auckland) ist eine neuseeländische Schauspielerin und Regisseurin, die häufig in Horror- und Vampirfilmen auftritt. Bekannt wurde sie dem deutschen Publikum durch die neuseeländische Kriminalserie Auckland Detectives, in der sie die Ermittlerin Jess Savage spielt.

## Leben
Sie besuchte die Epsom Girls Grammar Schule in Auckland. Seit ihrem 14. Lebensjahr tritt sie in Fernsehserien, Filmen und Werbespots auf. Ihre erste Leidenschaft war das Singen, wobei sie viele Musikgenres von Pop bis Country, von Softrock bis zur klassischen Oper bedient hat. Sie singt auf Englisch, Französisch, Italienisch und Deutsch. Sie ist dafür bekannt, dass sie die Kampfszenen und Stunts in ihren Filmen selbst ausführt. Kate Elliott hat für den Fliegerfilm Jean Flugstunden genommen, um einen Doppeldecker aus den 1930er Jahren selbst zu fliegen.
Sie ist seit dem 17. Januar 2006 mit Milan Borich, dem Sänger der neuseeländischen Band Pluto, verheiratet. Das Paar hat eine Tochter.

## Filmografie (Auswahl)
- 1998–2000: Xena – Die Kriegerprinzessin (Xena: Warrior Princess, Fernsehserie, 4 Folgen)
- 2000: Cleopatra 2525 (Fernsehserie, 3 Folgen)
- 2000–2002: Street Legal (Fernsehserie, 15 Folgen)
- 2001: Schrei, so lang du kannst! (No One Can Hear You)
- 2003: The Locals
- 2004: Fracture
- 2007: The Adventures of Voopa the Goolash (Fernsehserie, 13 Folgen)
- 2007: 30 Days of Night
- 2009: The Cult (Fernsehserie, 13 Folgen)
- 2011: Bliss (Fernsehfilm)
- 2011–2012: Power Rangers Samurai (Fernsehserie, 32 Folgen)
- 2012: Fresh Meat
- 2015: Deathgasm
- 2016: Jean (Fernsehfilm)
- 2018: Wentworth (Fernsehserie, 6 Folgen)
- 2018: Power Rangers Ninja Steel (Fernsehserie, eine Folge)
- 2019–2021: Auckland Detectives – Tödliche Bucht (The Gulf, Fernsehserie, 7 Folgen)
- 2025: Ash